# Demografia della Grecia
I dati demografici della Grecia si riferiscono alla demografia della popolazione che abita la penisola greca. La popolazione della Grecia è stata stimata dalle Nazioni Unite a 10.522.246 nel 2018 (compresi i rifugiati).

## Popolazione

Popolazione della Grecia dal 1961.

Secondo il censimento del 2001 la popolazione della Grecia era di 10.964.020. Le stime di Eurostat a gennaio 2008 hanno indicato il numero di 11.214.992 abitanti nella penisola greca. Secondo il censimento ufficiale del 2011, che ha utilizzato una metodologia sofisticata, la popolazione della Grecia era di 10.816.286. 
| Censimento | Popolazione | Incremento |
| 1971       | 8.768.372   | -          |
| 1981       | 9.739.589   | 11,1%      |
| 1991       | 10.259.900  | 5,3%       |
| 2001       | 10.964.020  | 6,9%       |
| 2011       | 10.816.286  | -0,88%     |

### Per regione
La Grecia è divisa in nove regioni geografiche. La popolazione di ogni regione secondo il censimento del 2001 è la seguente: 
| Regione         | Popolazione |
| --------------- | ----------- |
| Isole Egee      | 508.807     |
| Grecia centrale | 4.591.568   |
| Creta           | 601.131     |
| Epiro           | 353.822     |
| Isole ioniche   | 212.984     |
| Macedonia       | 2.424.765   |
| Peloponneso     | 1.155.019   |
| Tessaglia       | 753.888     |
| Tracia          | 362.038     |
| Totale          | 10.964.020  |

## Tasso di fertilità dal 1850 al 1920
Il tasso di fertilità totale è il numero di bambini nati per donna. Si basa su dati piuttosto completi per l'intero periodo storico. Fonti: Our World In Data and Gapminder Foundation .
| Anni                                | 1850 | 1851 | 1852 | 1853 | 1854 | 1855 | 1856 | 1857 | 1858 | 1859 | 1860 |
| ----------------------------------- | ---- | ---- | ---- | ---- | ---- | ---- | ---- | ---- | ---- | ---- | ---- |
| Tasso di fertilità totale in Grecia | 6.03 | 5.81 | 5.59 | 5.36 | 5.14 | 4.92 | 4.7  | 4.47 | 4.25 | 4.03 | 3.81 |

| Anni                                | 1861 | 1862 | 1863 | 1864 | 1865 | 1866 | 1867 | 1868 | 1869 | 1870 |
| ----------------------------------- | ---- | ---- | ---- | ---- | ---- | ---- | ---- | ---- | ---- | ---- |
| Tasso di fertilità totale in Grecia | 3.95 | 3.87 | 3.78 | 3.94 | 3.73 | 4.03 | 3.83 | 3.85 | 3.86 | 3.77 |

| Anni                                | 1871 | 1872 | 1873 | 1874 | 1875 | 1876 | 1877 | 1878 | 1879 | 1880 |
| ----------------------------------- | ---- | ---- | ---- | ---- | ---- | ---- | ---- | ---- | ---- | ---- |
| Tasso di fertilità totale in Grecia | 3.81 | 3.83 | 3.7  | 3.91 | 3.78 | 3.97 | 3.82 | 3.64 | 3.32 | 3.27 |

| Anni                                | 1881 | 1882 | 1883 | 1884 | 1885 | 1886 | 1887 | 1888 | 1889 | 1890 |
| ----------------------------------- | ---- | ---- | ---- | ---- | ---- | ---- | ---- | ---- | ---- | ---- |
| Tasso di fertilità totale in Grecia | 3.28 | 3.38 | 3.35 | 3.83 | 3.82 | 4.01 | 4.19 | 4.38 | 4.57 | 4.73 |

| Anni                                | 1891 | 1892 | 1893 | 1894 | 1895 | 1896 | 1897 | 1898 | 1899 | 1900 |
| ----------------------------------- | ---- | ---- | ---- | ---- | ---- | ---- | ---- | ---- | ---- | ---- |
| Tasso di fertilità totale in Grecia | 4.8  | 4.88 | 4.95 | 5.03 | 5.1  | 5.18 | 5.25 | 5.32 | 5.4  | 5.47 |

| Anni                                | 1901 | 1902 | 1903 | 1904 | 1905 | 1906 | 1907 | 1908 | 1909 | 1910 |
| ----------------------------------- | ---- | ---- | ---- | ---- | ---- | ---- | ---- | ---- | ---- | ---- |
| Tasso di fertilità totale in Grecia | 5.35 | 5.22 | 5.1  | 4.97 | 4.85 | 4.72 | 4.6  | 4.47 | 4.35 | 4.22 |

| Anni                                | 1911 | 1912 | 1913 | 1914 | 1915 | 1916 | 1917 | 1918 | 1919 | 1920 |
| ----------------------------------- | ---- | ---- | ---- | ---- | ---- | ---- | ---- | ---- | ---- | ---- |
| Tasso di fertilità totale in Grecia | 4.09 | 3.97 | 3.84 | 3.72 | 3.59 | 3.47 | 3.34 | 3.22 | 3.09 | 2.97 |

## Aspettativa di vita dal 1950 al 2015
| Periodo   | Speranza di vita in Anni | Periodo   | Speranza di vita in Anni |
| --------- | ------------------------ | --------- | ------------------------ |
| 1950-1955 | 65,8                     | 1985-1990 | 75.6                     |
| 1955-1960 | 67.2                     | 1990-1995 | 77.4                     |
| 1960-1965 | 69.3                     | 1995-2000 | 78.1                     |
| 1965-1970 | 70.1                     | 2000-2005 | 79,1                     |
| 1970-1975 | 71,8                     | 2005-2010 | 80.0                     |
| 1975-1980 | 72.8                     | 2010-2015 | 80.6                     |
| 1980-1985 | 74.5                     |           |                          |

Fonte: Prospettive sulla popolazione mondiale delle Nazioni Unite

## Statistiche vitali dal 1921
Statistiche vitali per il cambiamento della popolazione, dal 1921 ad oggi:
|      | Popolazione media | Nati vivi            | Morti                | Cambiamento naturale | Tasso di natalità (per 1000) | Tasso di mortalità (per 1000) | Cambio naturale (per 1000) | Tasso totale di fertilità |
| ---- | ----------------- | -------------------- | -------------------- | -------------------- | ---------------------------- | ----------------------------- | -------------------------- | ------------------------- |
| 1921 | 5 050 000         | 107 000              | 69 000               | 38 000               | 21.2                         | 13.7                          | 7.5                        | 2.84                      |
| 1922 | 5 097 000         | 110 000              | 82 000               | 18 000               | 21.6                         | 16.1                          | 3.5                        | 2.88                      |
| 1923 | 6 010 000         | 113 926              | 102 042              | 11 884               | 19.0                         | 17.0                          | 2.0                        | 2.55                      |
| 1924 | 6 000 000         | 117 014              | 93 320               | 23 694               | 19.5                         | 15.6                          | 3.9                        | 2.61                      |
| 1925 | 5 958 000         | 156 367              | 88 633               | 67 734               | 26.2                         | 14.9                          | 11.4                       | 3.52                      |
| 1926 | 6 042 000         | 181 278              | 84 136               | 97 142               | 30.0                         | 13.9                          | 16.1                       | 4.02                      |
| 1927 | 6 127 000         | 176 527              | 100 020              | 76 507               | 28.8                         | 16.3                          | 12.5                       | 3.86                      |
| 1928 | 6 210 000         | 189 250              | 105 665              | 83 585               | 30.5                         | 17.0                          | 13.5                       | 4.09                      |
| 1929 | 6 286 000         | 181 870              | 115 561              | 66 309               | 28.9                         | 18.4                          | 10.5                       | 3.87                      |
| 1930 | 6 367 000         | 199 565              | 103 811              | 95 754               | 31.3                         | 16.3                          | 15.0                       | 4.19                      |
| 1931 | 6 463 000         | 199 243              | 114 369              | 84 874               | 30.8                         | 17.7                          | 13.1                       | 3.83                      |
| 1932 | 6 544 000         | 185 523              | 117 593              | 67 930               | 28.4                         | 18.0                          | 10.4                       | 3.8                       |
| 1933 | 6 625 000         | 189 583              | 111 447              | 78 136               | 28.6                         | 16.8                          | 11.8                       | 3.84                      |
| 1934 | 6 727 000         | 208 929              | 100 651              | 108 278              | 31.1                         | 15.0                          | 16.1                       | 4.16                      |
| 1935 | 6 837 000         | 192 511              | 101 416              | 91 095               | 28.2                         | 14.8                          | 13.3                       | 3.77                      |
| 1936 | 6 936 000         | 193 343              | 105 005              | 88 338               | 27.9                         | 15.1                          | 12.7                       | 3.68                      |
| 1937 | 7 029 000         | 183 878              | 105 674              | 78 204               | 26.2                         | 15.0                          | 11.1                       | 3.51                      |
| 1938 | 7 122 000         | 184 509              | 93 766               | 90 743               | 25.9                         | 13.2                          | 12.7                       | 3.47                      |
| 1939 | 7 222 000         | 178 852              | 100 459              | 78 393               | 24.8                         | 13.9                          | 10.9                       | 3.32                      |
| 1940 | 7 319 000         | 179 500              | 93 830               | 85 670               | 24.5                         | 12.8                          | 11.7                       | 3.29                      |
| 1941 | 7 370 000         | 134 760              | 125 710              | 9 050                | 18.3                         | 17.1                          | 1.2                        | 3.19                      |
| 1942 | 7 350 000         | 132 640              | 191 030              | -58 390              | 18.0                         | 26.0                          | -7.9                       | 3.08                      |
| 1943 | 7 280 000         | 122 170              | 111 320              | 10 850               | 16.8                         | 15.3                          | 1.5                        | 2.98                      |
| 1944 | 7 300 000         | 145 530              | 110 810              | 34 720               | 19.9                         | 15.2                          | 4.8                        | 2.88                      |
| 1945 | 7 310 000         | 183 470              | 85 540               | 97 930               | 25.1                         | 11.7                          | 13.4                       | 2.78                      |
| 1946 | 7 430 000         | 209 360              | 73 500               | 135 860              | 28.2                         | 9.9                           | 18.3                       | 2.68                      |
| 1947 | 7 520 000         | 206 400              | 70 340               | 136 060              | 27.4                         | 9.4                           | 18.1                       | 2.58                      |
| 1948 | 7 500 000         | 210 000              | 96 000               | 114 000              | 28.0                         | 12.8                          | 15.2                       | 2.48                      |
| 1949 | 7 480 000         | 139 108              | 59 450               | 79 658               | 18.6                         | 7.9                           | 10.6                       | 2.37                      |
| 1950 | 7 554 000         | 151 314              | 53 755               | 97 559               | 20.0                         | 7.1                           | 12.9                       | 2.47                      |
| 1951 | 7 646 000         | 155 422              | 57 508               | 97 914               | 20.3                         | 7.5                           | 12.8                       | 2.47                      |
| 1952 | 7 733 000         | 149 637              | 53 377               | 96 260               | 19.4                         | 6.9                           | 12.4                       | 2.48                      |
| 1953 | 7 817 000         | 143 765              | 56 680               | 87 085               | 18.4                         | 7.3                           | 11.1                       | 2.49                      |
| 1954 | 7 893 000         | 151 892              | 55 625               | 96 267               | 19.2                         | 7.0                           | 12.2                       | 2.48                      |
| 1955 | 7 966 000         | 154 263              | 54 781               | 99 482               | 19.4                         | 6.9                           | 12.5                       | 2.47                      |
| 1956 | 8 031 000         | 158 203              | 59 460               | 96 727               | 19.4                         | 7.4                           | 12.0                       | 2.44                      |
| 1957 | 8 096 000         | 155 940              | 61 664               | 93 528               | 19.2                         | 7.6                           | 11.6                       | 2.42                      |
| 1958 | 8 173 000         | 155 359              | 58 160               | 97 199               | 19.0                         | 7.1                           | 11.9                       | 2.38                      |
| 1959 | 8 258 000         | 160 199              | 60 852               | 99 347               | 19.4                         | 7.4                           | 12.0                       | 2.36                      |
| 1960 | 8 334 000         | 157 239              | 60 563               | 96 676               | 18.9                         | 7.3                           | 11.6                       | 2.33                      |
| 1961 | 8 398 000         | 150 716              | 63 955               | 86 761               | 17.9                         | 7.6                           | 10.3                       | 2.32                      |
| 1962 | 8 448 000         | 152 158              | 66 554               | 85 604               | 18.0                         | 7.9                           | 10.1                       | 2.32                      |
| 1963 | 8 480 000         | 148 249              | 66 813               | 81 436               | 17.5                         | 7.9                           | 9.6                        | 2.34                      |
| 1964 | 8 510 000         | 153 109              | 69 429               | 83 680               | 18.0                         | 8.1                           | 9.8                        | 2.37                      |
| 1965 | 8 551 000         | 151 448              | 67 269               | 84 179               | 17.7                         | 7.8                           | 9.8                        | 2.41                      |
| 1966 | 8 614 000         | 154 613              | 67 912               | 86 701               | 17.9                         | 7.9                           | 10.1                       | 2.46                      |
| 1967 | 8 686 000         | 162 839              | 71 975               | 90 864               | 18.7                         | 8.3                           | 10.4                       | 2.51                      |
| 1968 | 8 741 000         | 160 338              | 73 309               | 87 029               | 18.3                         | 8.4                           | 10.0                       | 2.54                      |
| 1969 | 8 773 000         | 154 077              | 71 825               | 82 252               | 17.6                         | 8.2                           | 9.4                        | 2.56                      |
| 1970 | 8 793 000         | 144 928              | 74 009               | 70 919               | 16.5                         | 8.4                           | 8.1                        | 2.57                      |
| 1971 | 8 831 000         | 141 126              | 73 819               | 67 307               | 16.0                         | 8.4                           | 7.6                        | 2.57                      |
| 1972 | 8 889 000         | 140 891              | 76 859               | 64 032               | 15.9                         | 8.6                           | 7.2                        | 2.55                      |
| 1973 | 8 929 000         | 137 526              | 77 648               | 59 878               | 15.4                         | 8.7                           | 6.7                        | 2.54                      |
| 1974 | 8 962 000         | 144 069              | 76 303               | 67 766               | 16.1                         | 8.5                           | 7.6                        | 2.52                      |
| 1975 | 9 047 000         | 142 273              | 80 077               | 62 196               | 15.7                         | 8.9                           | 6.9                        | 2.5                       |
| 1976 | 9 167 000         | 146 566              | 81 818               | 64 748               | 16.0                         | 8.9                           | 7.1                        | 2.47                      |
| 1977 | 9 269 000         | 143 739              | 83 750               | 59 989               | 15.4                         | 9.0                           | 6.4                        | 2.44                      |
| 1978 | 9 395 000         | 146 588              | 81 615               | 64 973               | 15.5                         | 8.7                           | 6.9                        | 2.39                      |
| 1979 | 9 534 000         | 147 965              | 82 338               | 65 627               | 15.5                         | 8.6                           | 6.9                        | 2.34                      |
| 1980 | 9 643 000         | 148 134              | 87 282               | 60 852               | 15.4                         | 9.1                           | 6.3                        | 2.27                      |
| 1981 | 9 729 000         | 140 953              | 86 261               | 54 692               | 14.5                         | 8.9                           | 5.6                        | 2.19                      |
| 1982 | 9 790 000         | 137 275              | 86 345               | 50 930               | 14.0                         | 8.8                           | 5.2                        | 2.1                       |
| 1983 | 9 847 000         | 132 608              | 90 586               | 42 022               | 13.5                         | 9.2                           | 4.3                        | 2                         |
| 1984 | 9 896 000         | 125 724              | 88 397               | 37 327               | 12.7                         | 8.9                           | 3.8                        | 1.9                       |
| 1985 | 9 934 000         | 116 481              | 92 886               | 23 595               | 11.7                         | 9.4                           | 2.4                        | 1.8                       |
| 1986 | 9 967 000         | 112 810              | 91 469               | 20 781               | 11.3                         | 9.2                           | 2.1                        | 1.71                      |
| 1987 | 10 001 000        | 106 392              | 95 232               | 10 667               | 10.6                         | 9.5                           | 1.1                        | 1.63                      |
| 1988 | 10 037 000        | 107 505              | 93 031               | 14 637               | 10.7                         | 9.3                           | 1.5                        | 1.57                      |
| 1989 | 10 090 000        | 101 657              | 92 717               | 8 432                | 10.0                         | 9.2                           | 0.8                        | 1.51                      |
| 1990 | 10 161 000        | 102 229              | 94 152               | 8 077                | 10.1                         | 9.3                           | 0.8                        | 1.47                      |
| 1991 | 10 257 000        | 102 620              | 95 498               | 7 122                | 10.0                         | 9.3                           | 0.7                        | 1.44                      |
| 1992 | 10 370 000        | 104 081              | 98 231               | 5 850                | 10.0                         | 9.5                           | 0.6                        | 1.42                      |
| 1993 | 10 466 000        | 101 799              | 97 419               | 4 380                | 9.7                          | 9.3                           | 0.4                        | 1.4                       |
| 1994 | 10 553 000        | 103 763              | 97 807               | 5 956                | 9.8                          | 9.3                           | 0.6                        | 1.38                      |
| 1995 | 10 635 000        | 101 495              | 100 158              | 1 337                | 9.5                          | 9.4                           | 0.1                        | 1.37                      |
| 1996 | 10 710 000        | 100 718              | 100 740              | - 22                 | 9.4                          | 9.4                           | -0.0                       | 1.36                      |
| 1997 | 10 777 000        | 102 038              | 99 738               | 2 300                | 9.5                          | 9.3                           | 0.2                        | 1.35                      |
| 1998 | 10 835 000        | 100 894              | 102 668              | -1 774               | 9.3                          | 9.5                           | -0.2                       | 1.33                      |
| 1999 | 10 883 000        | 100 643              | 103 304              | -2 661               | 9.2                          | 9.5                           | -0.3                       | 1.33                      |
| 2000 | 10 918 000        | 103 274              | 105 219              | -1 952               | 9.5                          | 9.6                           | -0.1                       | 1.32                      |
| 2001 | 10 950 000        | 102 282              | 102 559              | - 277                | 9.3                          | 9.4                           | -0.1                       | 1.31                      |
| 2002 | 10 988 000        | 103 569              | 103 915              | - 346                | 9.5                          | 9.5                           | -0.0                       | 1.34                      |
| 2003 | 11 024 000        | 104 420              | 105 529              | - 1109               | 9.5                          | 9.5                           | -0.0                       | 1.36                      |
| 2004 | 11 062 000        | 105 655              | 104 942              | 713                  | 9.6                          | 9.5                           | 0.1                        | 1.38                      |
| 2005 | 11 104 000        | 107 545              | 105 091              | 2 454                | 9.7                          | 9.5                           | 0.2                        | 1.4                       |
| 2006 | 11 148 000        | 112 042              | 105 476              | 6 566                | 10.1                         | 9.5                           | 0.6                        | 1.42                      |
| 2007 | 11 193 000        | 111 926              | 109 895              | 2 031                | 10.0                         | 9.8                           | 0.2                        | 1.41                      |
| 2008 | 11 237 000        | 118 302              | 107 979              | 10 323               | 10.5                         | 9.6                           | 0.9                        | 1.55                      |
| 2009 | 11 278 000        | 117 933              | 108 316              | 9 617                | 10.5                         | 9.6                           | 0.9                        | 1.57                      |
| 2010 | 11 312 000        | 114 766              | 109 084              | 5 682                | 10.2                         | 9.7                           | 0.5                        | 1.53                      |
| 2011 | 11 293 000        | 106 428              | 111 099              | -4 671               | 9.8                          | 10.3                          | -0.5                       | 1.42                      |
| 2012 | 11 264 000        | 100 371              | 116 670              | -16 299              | 9.1                          | 10.6                          | -1.5                       | 1.34                      |
| 2013 | 11 238 000        | 94 134               | 111 794              | -17 660              | 8.5                          | 10.2                          | -1.7                       | 1.28                      |
| 2014 | 11 200 000        | 92 149               | 114 088              | -20 659              | 8.4                          | 10.4                          | -2.0                       | 1.30                      |
| 2015 | 11 168 000        | 91 847               | 121 212              | -29 365              | 8.5                          | 11.2                          | -2.7                       | 1.33                      |
| 2016 | 11 143 500        | 92 898               | 118 792              | -25 894              | 8.3                          | 11.0                          | -2.7                       | 1.38                      |
| 2017 | 11 119 900        | 88 553               | 124 832              | -35 348              | 8.2                          | 11.6                          | -3.4                       | 1.35                      |
| 2018 |                   | 86 440               | 120 297              | -33 857              | 8.0                          | 11.1                          | -3.1                       | 1.35                      |
| 2019 |                   | 66 604 (until 10/10) | 98 652 (until 10/10) | -32 048              | 8.0                          | 11.9                          | -3.9                       |                           |

## Altre statistiche demografiche

Piramide della popolazione della Grecia nel 1928

Statistiche demografiche secondo la World Population Review del 2019.

Piramide della popolazione della Grecia nel 2017

- Una nascita ogni 6 minuti
- Una morte ogni 4 minuti
- Perdita netta di una persona ogni 21 minuti
- Un migrante netto ogni 53 minuti

Statistiche demografiche secondo il CIA World Factbook, se non diversamente indicato.
Popolazione

10.761.523 (stima luglio 2018)
10.768.477 (stima luglio 2017)
Struttura per età

0-14 anni: 13,72% (maschi 760.615 / femmine 716.054)
15-24 anni: 9,68% (maschi 531.957 / femmine 509.671)
25-54 anni: 42,18% (maschi 2.259.672 / femmine 2.279.464)
55-64 anni: 13,28% (maschi 699.205 / femmine 729.655)
65 anni e oltre: 21,14% (maschi 997.359 / femmine 1.277.871) (stima 2018)
Età mediana

totale: 44,9 anni. Confronto tra paesi e mondo: 7 °
maschi: 43,8 anni
femmine: 45.9 anni (stima 2018)
totale: 44,5 anni
maschio: 43,5 anni
femmina: 45.6 anni (stima 2017)
Età media delle madre alla prima maternità

29,8 anni (stima 2014)
Tasso totale di fertilità

1,44 bambini nati / donna (stima 2018) Confronto tra paesi e mondo: 207 °
Tasso di crescita della popolazione

-0,07% (stima 2018 ) Confronto tra paesi e mondo: 203 °
Tasso di natalità

8,3 nascite / 1.000 abitanti (stima 2018) Confronto tra paesi e mondo: 218 °
8,4 nascite / 1.000 abitanti (stima 2017)
Tasso di mortalità

11,4 decessi / 1.000 abitanti (stima 2018) Confronto dei paesi con il mondo: 21 °
Tasso di migrazione

2.3 migranti / 1.000 abitanti (stima 2018) Confronto tra paesi e mondo: 46 °
Aspettativa di vita alla nascita

popolazione totale: 80,7 anni. Confronto tra paesi e mondo: 36 °
maschi: 78 anni
femmine: 83,4 anni (stima 2017)
Tasso di mortalità infantile

totale: 4,6 morti / 1.000 nati vivi. Confronto tra paesi e mondo: 179 °
maschio: 5 morti / 1.000 nati vivi
femmina: 4,1 morti / 1.000 nati vivi (stima 2017)
Gruppi etnici

popolazione: greci 93%, altro (cittadini stranieri) 7% (censimento 2001) Nota: i dati rappresentano la cittadinanza, poiché la Grecia non raccoglie dati sull'etnia
Indice di dipendenza

Indice di dipendenza totale: 52,7
Indice di dipendenza dei giovani: 22.2
Indice di dipendenza degli anziani: 30.5
potenziale rapporto di sostegno : 3,3 (stima 2015)
Religioni

Greco ortodosso (ufficiale) 81-90%, musulmano 2%, altro 3%, nessuno 4-15%, non specificato 1% (stima 2015)
Urbanizzazione

popolazione urbana: 79,1% della popolazione totale (2018)
tasso di urbanizzazione: tasso di variazione annuo dello 0,22% (stima 2015-2020)
Disoccupazione, giovani dai 15 ai 24 anni

totale: 49,8%. Confronto tra paesi e mondo: 7 °
maschi: 45,2%
femmine: 55% (stima 2015)
Speranza di frequenza scolastica (dall'istruzione primaria all'istruzione terziaria)

totale: 18 anni
maschio: 18 anni
femmina: 18 anni (2014)

## Immigrazione

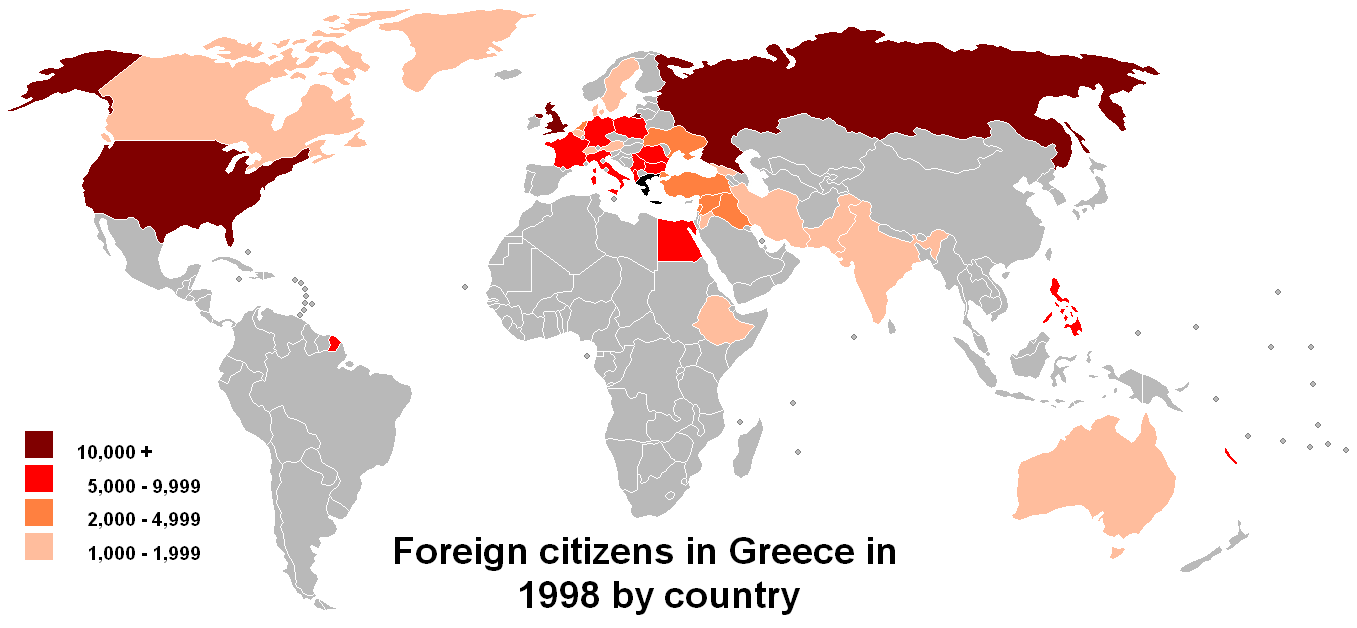
Cittadini stranieri in Grecia nel 1998 per paese di cittadinanza

La Grecia ha ricevuto un gran numero di immigrati dall'inizio degli anni '90. La maggior parte proviene dai paesi adiacenti. A partire dal 2011, il numero di stranieri sul totale della popolazione di 10.815.197 persone era di 911.299 individui.
Stranieri per paese di provenienza (fonte Eurostat):
|             | 2010    | 2014    |
| ----------- | ------- | ------- |
| Totale      | 828.400 | 727.500 |
| Albania     | 384.600 | 337.700 |
| Georgia     | 62.600  | 45.100  |
| Russia      | 55.700  | 43.000  |
| Bulgaria    | 45.700  | 40.900  |
| Romania     | 32.400  | 27.200  |
| Germania    | 29.300  | 25.700  |
| Pakistan    | 20.100  | 18.000  |
| Polonia     | 10.800  | 16.600  |
| Turchia     | 9.500   | 12.500  |
| Cipro       | 10.200  | 10.900  |
| Regno Unito | 5.200   | 10.700  |
| Ucraina     | 13.300  | 10.700  |
| Etiopia     | 10.200  | 9.800   |
| Bangladesh  | 14.200  | 8.400   |
| Siria       | 7.500   | 8.300   |
| altri       | 117.100 | 102.000 |

### Immigrazione illegale
La Grecia ha ricevuto molti immigranti clandestini a partire dagli anni '90 e proseguendo negli anni 2000 e 2010. I migranti riescono a immigrare con successo, anche grazie alle numerose isole del Mar Egeo, direttamente a ovest della costa turca. Un portavoce dell'agenzia di controllo delle frontiere dell'Unione europea ha affermato che il confine greco-albanese è "una delle frontiere terrestri esterne più permeabili d'Europa". I migranti attraverso la regione di Evros, al confine con la Turchia, affrontano mine antiuomo. Tra i principali immigranti clandestini vi sono albanesi, indiani, curdi, afgani, iracheni e somali.

## Struttura per età
Facendo parte del fenomeno dell'invecchiamento dell'Europa, la popolazione greca mostra un rapido aumento del numero di anziani. Il censimento della popolazione della Grecia del 1961 ha rilevato che il 10,9% della popolazione totale era al di sopra dei 65 anni, mentre la percentuale di questo gruppo d'età è salita al 19,0% nel 2011. Al contrario, la percentuale della popolazione di età compresa tra 0 e 14 anni ha registrato un calo totale del 10,2% tra il 1961 e il 2011. 
| Fascia di età | 1971        | 1971      | 1981        | 1981      | 1991        | 1991       | 2001        | 2001       | 2011        | 2011       |
| Fascia di età | Popolazione | %         | Popolazione | %         | Popolazione | %          | Popolazione | %          | Popolazione | %          |
| ------------- | ----------- | --------- | ----------- | --------- | ----------- | ---------- | ----------- | ---------- | ----------- | ---------- |
| 0-14          | 2.223.904   | 25,4      | 2.307.297   | 23.7      | 1.974.867   | 19.2       | 1.664.085   | 15.2       | 1.576.500   | 14.4       |
| 15-64         | 5.587.352   | 63,7      | 6.192.751   | 63,6      | 6.880.681   | 67.1       | 7.468.395   | 68.1       | 7.122.830   | 66.6       |
| 65+           | 957.116     | 10.9      | 1.239.541   | 12,7      | 1.404.352   | 13.7       | 1.831.540   | 16,7       | 2.108.807   | 19,0       |
| Totale        | 8.768.372   | 8.768.372 | 9.739.589   | 9.739.589 | 10.259.900  | 10.259.900 | 10.964.020  | 10.964.020 | 10.816.286  | 10.816.286 |

## Gruppi etnici, lingue e religione
| Ortodosso                     | 7.472.559 (97,9%) |
| musulmano                     | 112.665 (1,4%)    |
| cattolico                     | 28.430 (0,4%)     |
| Protestante e altri cristiani | 12.677 (0,2%)     |
| ebraico                       | 6.325 (0,1%)      |
| Totale                        | 7.632.801         |

La popolazione della Grecia settentrionale è etnicamente, religiosamente e linguisticamente diversa.  La minoranza musulmana della Grecia è l'unica minoranza esplicitamente riconosciuta in Grecia dal governo. È definito come la minoranza Greco-musulmana e conta 98.000 persone, è composto da turchi (50%), Pomak (35%) e rom (15%). Non sono riconosciute altre minoranze e il governo greco ha seguito politiche di assimilazione con alcuni casi di discriminazione. Non ci sono informazioni ufficiali riguardo alla dimensione delle altre minoranze etniche, linguistiche e religiose, perché dal 1951 è stato evitata qualunque censimento demografico relativo al tema.

Mappa che mostra la distribuzione delle principali aree dialettali della Grecia moderna

Nota: il greco è la lingua dominante in tutta la Grecia; l'inclusione in una zona di lingua non greca non implica necessariamente che la lingua minoritaria pertinente sia ancora parlata lì o che i suoi parlanti si considerino una minoranza etnica.

Minoranze in Grecia secondo Minority Rights Group International :
- Rom / Zingari : 160.000-250.000 (1,5-2,28%)
- Vlachs ( Aromanians ): 200.000 (1,82%)
- Relatori slavi della Macedonia greca : 100.000-200.000 (0,91% -1,82%)
- Arvaniti : 95.000 (0,87%)
- Turchi : 90.000 (0,82%)
- Pomak : 35.000 (0,32%)

Le Minoranze in Grecia secondo la Federazione internazionale dei diritti umani di Helsinki (pubblicata il 18 settembre 1999):
| Minoranza   | Stima del governo greco | Stima indipendente                    |
| ----------- | ----------------------- | ------------------------------------- |
| Rom         | 300.000                 | 350.000                               |
| Aromanians  |                         | 200.000                               |
| Arvanites   |                         | 200.000                               |
| Slavophones | 100.000                 | 200.000, incl. 10.000-30.000 macedoni |
| turchi      | 49.000                  | 50.000                                |
| pomachi     | 34.000                  | 30.000                                |
| ebrei       |                         | 5.000                                 |

La lingua ufficiale della Grecia è il greco, parlato almeno da quasi tutti come seconda lingua. Inoltre, ci sono un certo numero di gruppi di minoranze linguistiche che sono bilingui in una varietà di lingue non greche e parti di questi gruppi si identificano etnicamente come greci.

## Istruzione
L'istruzione in Grecia è gratuita e obbligatoria per i bambini di età compresa tra 5 e 15 anni. Lo studio dell'inglese è obbligatorio dalla prima elementare fino alle superiori. L'istruzione universitaria, compresi i libri, è gratuita, a seconda della capacità dello studente di soddisfare i requisiti di ammissione. Un'alta percentuale della popolazione studentesca frequenta le università. Più di 100.000 studenti sono registrati nelle università greche e il 15% della popolazione possiede attualmente un titolo universitario. L'ammissione in un'università è determinata da esami amministrati dallo stato, dalla media dei voti del candidato del liceo e dalle sue scelte prioritarie di specializzazione. Circa uno su quattro candidati ottiene l'ammissione alle università greche.
La legge greca non offre attualmente il riconoscimento ufficiale ai laureati delle università private che operano nel paese, ad eccezione di quelli che offrono una laurea valida in un altro paese dell'Unione Europea, che viene automaticamente riconosciuto dalla reciprocità. Di conseguenza, un numero crescente di studenti consegue l'istruzione superiore all'estero. Il governo greco decide attraverso una procedura di valutazione se riconoscere i diplomi di specifiche università straniere come qualifiche per l'assunzione del settore pubblico. Altri studenti frequentano istituti di istruzione privata post-secondaria in Grecia che non sono riconosciuti dal governo greco. Al momento si tengono ampie discussioni pubbliche sulla riforma della Costituzione al fine di riconoscere l'istruzione superiore privata in Grecia come equipollente al pubblico e stabilire norme comuni per entrambi.
Il numero di studenti greci che studiano presso le istituzioni europee sta aumentando insieme al sostegno dell'UE allo scambio educativo. Inoltre, circa 5.000 greci studiano negli Stati Uniti, circa la metà dei quali frequenta una scuola di specializzazione. La rappresentanza studentesca greca pro capite negli Stati Uniti (una ogni 2.200) è tra le più alte in Europa.